# روبن هود (لاعبة غولف)
روبن هود (بالإنجليزية: Robin Hood)‏ هي لاعبة غولف أمريكية، ولدت في 26 سبتمبر 1964 في ميشاواكا في الولايات المتحدة.